# Омикрон² Большого Пса
Омикрон² Большого Пса (лат. ο² Canis Majoris), 24 Большого Пса (лат. 24 Canis Majoris), HD 53138 — одиночная переменная звезда в созвездии Большого Пса на расстоянии (вычисленном из значения параллакса) приблизительно 2800 световых лет (около 800 парсека) от Солнца. Видимая звёздная величина звезды — от +3,05m до +2,97m. Возраст звезды оценивается как около 7,4 млн лет.

## Характеристики
Омикрон² Большого Пса — бело-голубой сверхгигант, пульсирующая переменная звезда типа Альфы Лебедя (ACYG) спектрального класса B3Ia. Масса — около 21,4 солнечных, радиус — около 65 солнечных, светимость — около 220000 солнечных. Эффективная температура — около 15500 К.